# تسلیم (نظامی)

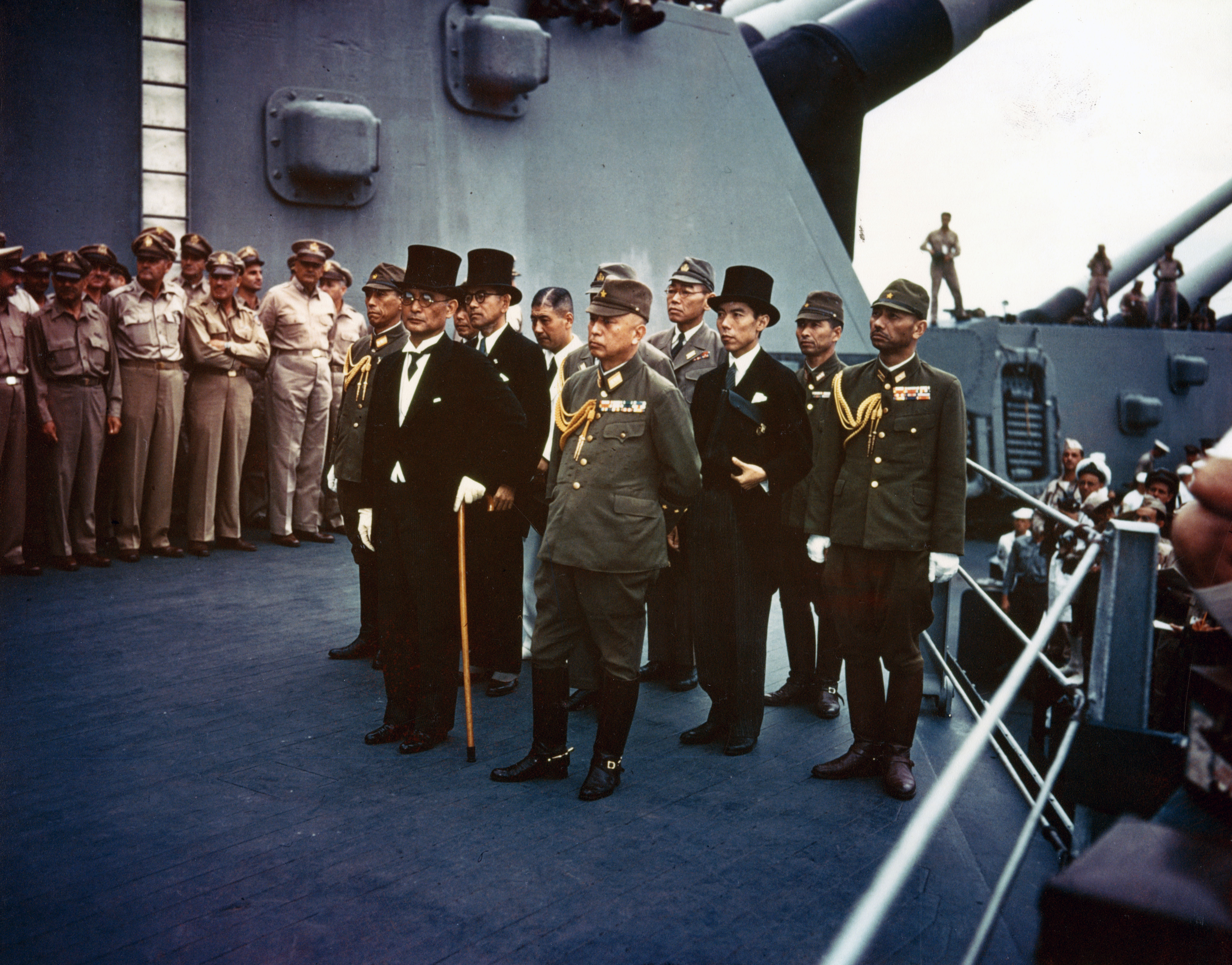
نمایندگان امپراتوری ژاپن بر روی ناو یواس‌اس میزوری برای امضای سند تسلیم ژاپن

تسلیم، در شرایط نظامی، انصراف از کنترل شهر، ایالت یا سرزمین، رزمندگان، استحکامات، کشتی، جنگ‌افزار به قدرت یا پایان جنگ به ضرر خویش است. واگذاری ممکن است مسالمت‌آمیز و بدون مبارزه، یا در نتیجه عملاً شکست خوردن در میدان نبرد انجام شود. یک کشور مستقل ممکن است به دنبال شکست در یک جنگ، معمولاً با امضای یک پیمان صلح یا شرایط کاپیتولاسیون تسلیم شود. تسلیم شدن میتواند عواقبی از جمله از دست دادن خاک کشور، پرداخت غرامت جنگی، مستعمره شدن و غیره داشته باشد. در واگذاری میدان جنگ، هم به وسیله افراد یا زمانی که توسط دستور افسران باشد، به‌طور معمول کسانی که تسلیم شده‌اند از زندانیان جنگ به‌شمار می‌آیند. نماد تسلیم در اکثر موارد رنگ، پرچم یا بیرق سفید است.

## نگارخانه

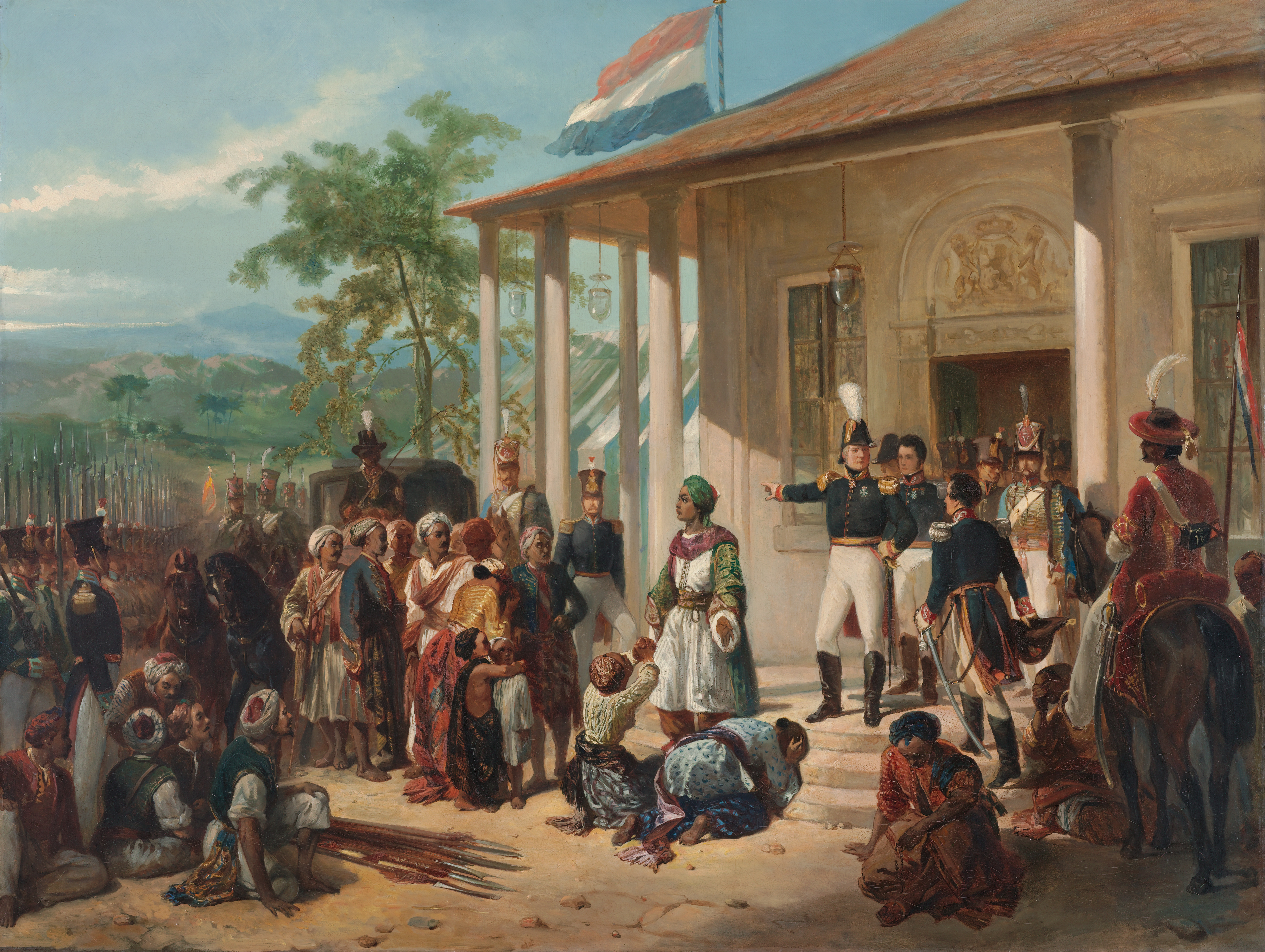
تسلیم شاهزاده دیپونگورو به ژنرال کوک اثر نیکولاس پینمن